# CSCL Globe

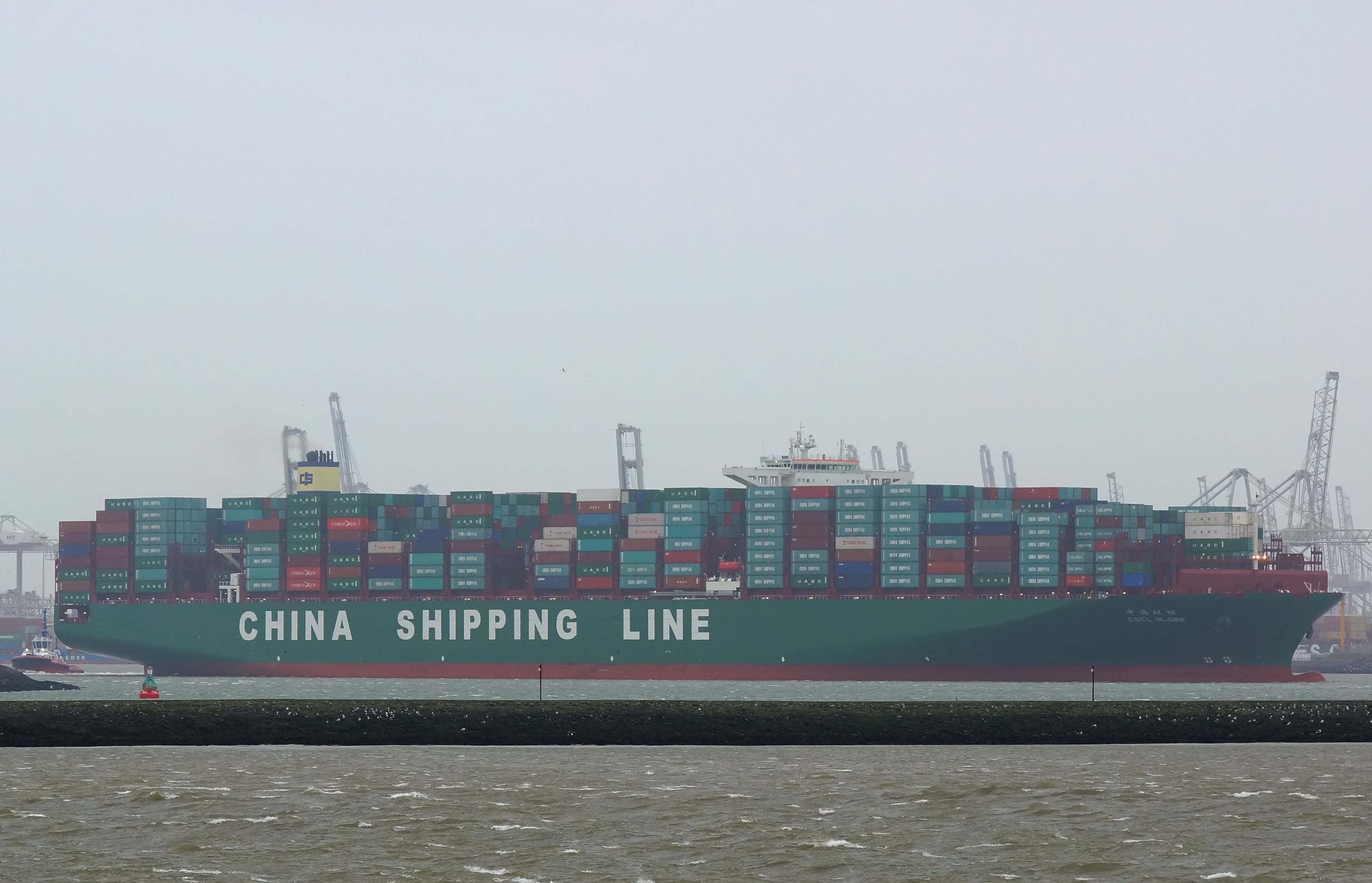
CSCL Globe amarré au port

Le CSCL Globe est un porte-conteneurs détenu et exploité par China Shipping Container Lines (CSCL). Il est le premier d'une classe de cinq navires destinés aux routes commerciales entre l'Asie-Europe. Il était, au moment de son lancement en novembre 2014, le plus grand porte-conteneurs au monde avec une capacité maximale de 19 100 équivalents vingt pieds (EVP).  

## Construction
Le CSCL Globe et ses quatre navires jumeaux ont été commandés par CSCL en mai 2013. Le navire a été construit par Hyundai Heavy Industries sur son chantier naval d'Ulsan, en Corée du Sud. La première pièce d'acier de la coque a été coupée en janvier 2014.  
Le CSCL Globe a terminé ses essais en mer en octobre 2014 et a été livré en novembre 2014. À son entrée en service, le CSCL Globe a remplacé le Mærsk Mc-Kinney Møller en tant que plus grand porte-conteneurs au monde.  

## Conception et ingénierie
Le CSCL Globe a une longueur totale de 400 m, un maître-bau (largeur totale) de 59 m et un tirant d'eau de 16 m. Avec un port en lourd de 184,605 TPL et une jauge brute de 187,541 GT, le navire peut transporter 19 100 EVP avec 2 000 prises reefers. Le navire est construit selon les normes des classes DNV et Germanischer Lloyd.  
Alors que les navires de classe E de Mærsk comme le Emma Maersk sont exploités par un équipage de 13 personnes, la classe Globe dispose d'un équipage inhabituellement important pour un navire moderne de 31 personnes.  
Le moteur principal de CSCL Globe est un MAN B&W 12S90ME-C avec une puissance totale de 69 720 kW à 84 tr/min. Au moment de son achèvement, ce moteur, haut de 17 mètres était le plus grand moteur de navire jamais construit. Conçu pour maximiser le rendement énergétique tout en réduisant le bruit et les émissions de dioxyde de carbone, il permet au navire une vitesse de croisière de 20,5 nœuds. 
Durant les essais en mer, il a permis au navire de dépasser les 22 nœuds.

## Carrière
Le CSCL Globe a quitté Shanghai, en Chine, lors de son voyage inaugural début décembre 2014 et est arrivé à sa première escale à Felixstowe, en Angleterre le 7 janvier 2015.  
En janvier 2015, le CSCL Globe a été remplacé comme le plus grand porte-conteneurs du monde par le MSC Oscar de Mediterranean Shipping Company, qui a dépassé sa capacité en EVP de 124 conteneurs. 

## Accident en 2016 du CSCL Indian Ocean

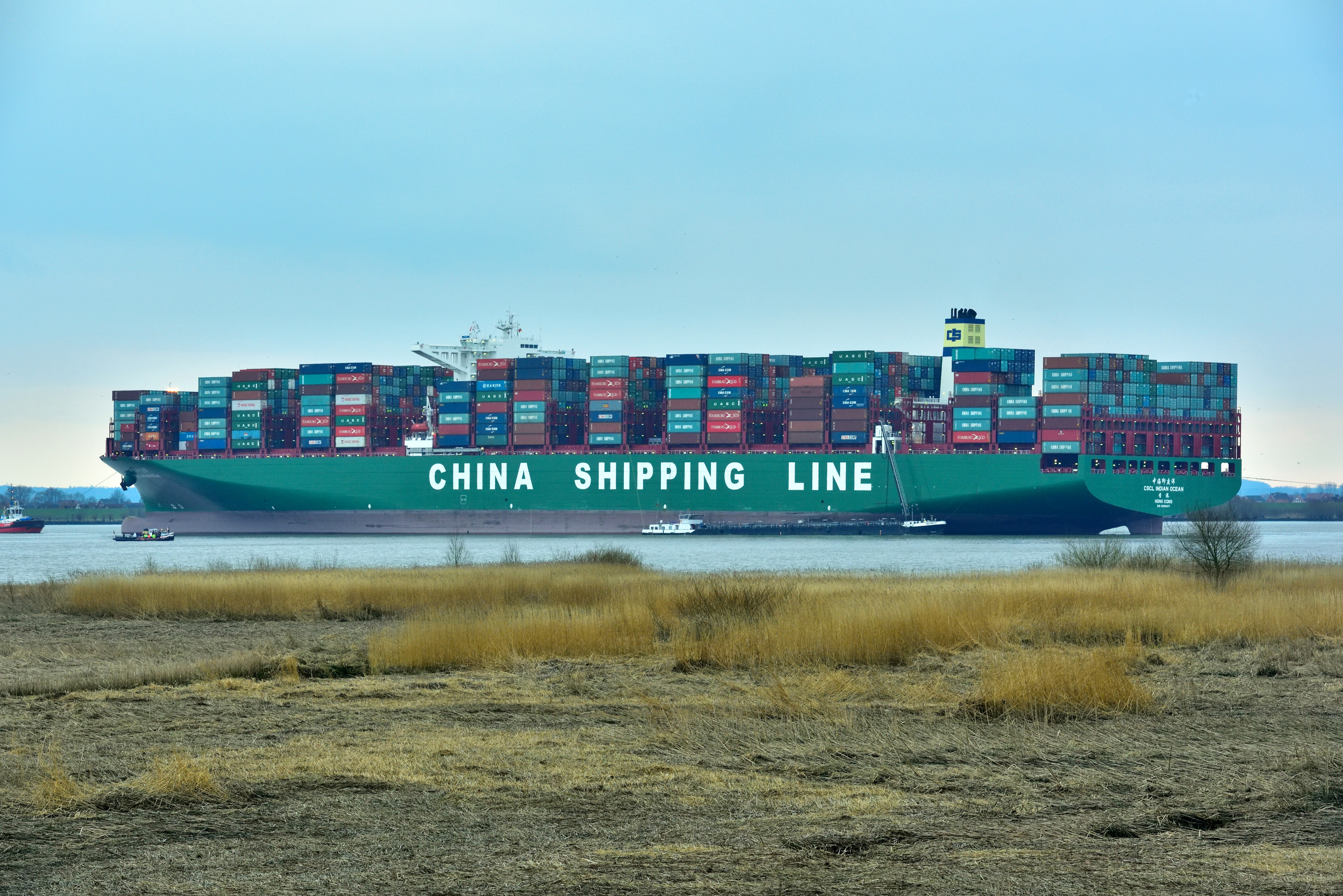
CSCL Indian Ocean échoué.

Le 3 février 2016, le navire jumeau du CSCL Globe, le CSCL Indian Ocean a signalé une défaillance de son gouvernail. La police fluviale de Hambourg a indiqué que le navire s'était échoué à 22h20 sur la voie maritime du nord de l'Unterelbe, à proximité de l'île de Lühesand dans l'Elbe. 
Après deux tentatives de libération du navire avec sept remorqueurs, l'autorité allemande a repris le commandement de l'opération le 4 février 2016. Le 5 février 2016, 2 000 tonnes de carburant ont été pompées pour réduire le tirant d'eau du navire. 
Le 9 février 2016, le navire a été libéré de l'Elbe à 2 heures du matin par douze remorqueurs grâce à une marée favorable.